# Tecmo Bowl: Kickoff
Tecmo Bowl: Kickoff est un jeu vidéo de football américain développé par Polygon Magic et édité par Tecmo, sorti en 2008 sur Nintendo DS.
Il s'agit d'un remake de Tecmo Super Bowl